# Asplenium protractum
Asplenium protractum är en svartbräkenväxtart som beskrevs av Marie Laure Tardieu och C. Chr. Asplenium protractum ingår i släktet Asplenium och familjen Aspleniaceae. Inga underarter finns listade.